# Baniana disticta
Baniana disticta är en fjärilsart som beskrevs av George Francis Hampson 1926. Baniana disticta ingår i släktet Baniana och familjen nattflyn. Inga underarter finns listade i Catalogue of Life.